# Nils Bååthe
Nils Uno Bååthe, född den 15 januari 1904 i byn Strand  i Ströms församling, Jämtlands län, död den 14 juni 1999 i Uppsala, var en svensk präst. Han var far till Hans Bååthe.

## Biografi
Efter studentexamen vid Östersunds högre allmänna läroverk 1922 blev Bååthe student vid Uppsala universitet 1924, där han avlade teologisk-filosofisk examen 1925. Under studietiden sjöng han i Orphei Drängar, och var 1984 initiativtagare till Orphei Veteraner. Han var assistent i sjömanskyrkan i Rotterdam 1926–1927, avlade teologie kandidatexamen 1928 och praktisk teologisk examen samma år. 
Efter prästvigning för Härnösands stift 1929 blev han svensk pastor och sjömanspräst i Buenos Aires samma år, och han blev dessutom legationspredikant vid ambassaden där 1937. Han berättar i sin bok Uppdrag i Sydamerika (1983) om sina år i Argentina 1929–1949. Bååthe blev sekreterare vid Svenska kyrkans sjömansvårdsstyrelse 1948, kyrkoherde i Västerhaninge församling 1951, kontraktsprost i Södertörns kontrakt  1963 och emeritus 1971.
Nils Bååthe vilar på Västerhaninge kyrkogård.

## Utmärkelser
Ledamot av Nordstjärneorden (1945) och riddare av Finlands Vita Ros' orden.